# Vendeuvre-sur-Barse
Vendeuvre-sur-Barse és un municipi francès situat al departament de l'Aube i a la regió del Gran Est. L'any 2007 tenia 2.383 habitants.

## Demografia

### Població
El 2007 la població de fet de Vendeuvre-sur-Barse era de 2.383 persones. Hi havia 1.004 famílies de les quals 348 eren unipersonals (140 homes vivint sols i 208 dones vivint soles), 292 parelles sense fills, 296 parelles amb fills i 68 famílies monoparentals amb fills.
La població ha evolucionat segons el següent gràfic:
Habitants censats

### Habitatges
El 2007 hi havia 1.202 habitatges, 1.030 eren l'habitatge principal de la família, 33 eren segones residències i 139 estaven desocupats. 735 eren cases i 462 eren apartaments. Dels 1.030 habitatges principals, 478 estaven ocupats pels seus propietaris, 526 estaven llogats i ocupats pels llogaters i 26 estaven cedits a títol gratuït; 37 tenien una cambra, 80 en tenien dues, 217 en tenien tres, 326 en tenien quatre i 370 en tenien cinc o més. 565 habitatges disposaven pel capbaix d'una plaça de pàrquing. A 490 habitatges hi havia un automòbil i a 293 n'hi havia dos o més.

### Piràmide de població
La piràmide de població per edats i sexe el 2009 era:
| Homes | Edats   | Dones |
| ----- | ------- | ----- |
| 0     | 95 o +  | 8     |
| 8     | 90 a 94 | 12    |
| 4     | 85 a 89 | 20    |
| 8     | 80 a 84 | 28    |
| 24    | 75 a 79 | 40    |
| 72    | 70 a 74 | 28    |
| 56    | 65 a 69 | 84    |
| 68    | 60 a 64 | 68    |
| 60    | 55 a 59 | 68    |
| 76    | 50 a 54 | 72    |
| 76    | 45 a 49 | 72    |
| 88    | 40 a 44 | 84    |
| 88    | 35 a 39 | 96    |
| 100   | 30 a 34 | 60    |
| 120   | 25 a 29 | 104   |
| 104   | 20 a 24 | 88    |
| 116   | 15 a 19 | 116   |
| 120   | 10 a 14 | 96    |
| 48    | 5 a 9   | 92    |
| 60    | 0 a 4   | 84    |

## Economia
El 2007 la població en edat de treballar era de 1.532 persones, 1.052 eren actives i 480 eren inactives. De les 1.052 persones actives 903 estaven ocupades (525 homes i 378 dones) i 149 estaven aturades (66 homes i 83 dones). De les 480 persones inactives 130 estaven jubilades, 120 estaven estudiant i 230 estaven classificades com a «altres inactius».

### Ingressos
El 2009 a Vendeuvre-sur-Barse hi havia 1.027 unitats fiscals que integraven 2.350 persones, la mediana anual d'ingressos fiscals per persona era de 14.058 €.

### Activitats econòmiques
Dels 139 establiments que hi havia el 2007, 3 eren d'empreses extractives, 2 d'empreses alimentàries, 1 d'una empresa de fabricació de material elèctric, 9 d'empreses de fabricació d'altres productes industrials, 15 d'empreses de construcció, 38 d'empreses de comerç i reparació d'automòbils, 9 d'empreses de transport, 9 d'empreses d'hostatgeria i restauració, 2 d'empreses d'informació i comunicació, 12 d'empreses financeres, 3 d'empreses immobiliàries, 12 d'empreses de serveis, 16 d'entitats de l'administració pública i 8 d'empreses classificades com a «altres activitats de serveis».
Dels 36 establiments de servei als particulars que hi havia el 2009, 1 era una oficina d'administració d'Hisenda pública, 1 gendarmeria, 1 oficina de correu, 3 oficines bancàries, 2 tallers de reparació d'automòbils i de material agrícola, 1 taller d'inspecció tècnica de vehicles, 1 autoescola, 1 paleta, 4 guixaires pintors, 5 fusteries, 2 lampisteries, 2 electricistes, 3 perruqueries, 2 veterinaris, 6 restaurants i 1 saló de bellesa.
Dels 15 establiments comercials que hi havia el 2009, 1 era un hipermercat, 1 un supermercat, 2 fleques, 3 carnisseries, 2 llibreries, 2 sabateries, 1 una sabateria, 1 una botiga de material de revestiment de parets i terra i 2 floristeries.
L'any 2000 a Vendeuvre-sur-Barse hi havia 15 explotacions agrícoles que ocupaven un total de 1.836 hectàrees.

## Equipaments sanitaris i escolars
El 2009 hi havia 2 farmàcies i 1 ambulància.
El 2009 hi havia 2 escoles maternals i 1 escola elemental. Vendeuvre-sur-Barse disposava d'un col·legi d'educació secundària amb 261 alumnes.

## Poblacions més properes
El següent diagrama mostra les poblacions més properes.